# Femmine infernali
Femmine infernali és una pel·lícula d'explotació italiana de 1980 protagonitzada per Anthony Steffen i Ajita Wilson i distribuïda per Variety Distribution. La pel·lícula pertany al subgènere de dones a la presó.
Tot i que no va ser processada per obscenitat, la pel·lícula, amb el títol d'Escape from hell, va ser confiscada al Regne Unit pel British Board of Film Classification en virtut de la secció 3 de l'Obscene Publications Act de 1959 durant el fenomen del video nasty. L'any següent se'n va aprovar una versió editada, retitulada I'm coming your way. El 1988 es va comercialitzar en VHS reanomenada Hell prison i en la seva forma completa.

## Argument
Un grup de presoneres maltractades i mig despullades ideen un pla per a rebel·lar-se contra els seus opressors i escapar del centre penitenciari.